# Tigre reale
Tigre reale er en italiensk stumfilm fra 1916 af Giovanni Pastrone.

## Medvirkende
- Pina Menichelli som Natka.
- Alberto Nepoti som Giorgio la Ferlita.
- Febo Mari som Dolski.
- Valentina Frascaroli som Erminia.
- Ernesto Vaser.